# Бабенко Павло Карпович
Павло Карпович Бабенко (нар. 10 січня 1918, село Матюші, тепер Білоцерківського району Київської області — 2 червня 1981, місто Київ) — український радянський партійний діяч, 1-й секретар Красилівського районного комітету КПУ Хмельницької області. Депутат Верховної Ради УРСР 8-го скликання.

## Біографія
Народився у селянській родині. Трудову діяльність розпочав у 1932 році. Працював колгоспником, бригадиром, головою колгоспу села Матюші Білоцерківського району Київської області.
Член ВКП(б) з 1939 року.
До 1940 року — голова виконавчого комітету сільської ради села Матюші Білоцерківського району Київської області. У 1940—1941 роках — секретар Білоцерківського районного комітету ЛКСМУ Київської області.
З червня 1941 по 1947 рік — у Червоній армії, учасник німецько-радянської війни. Воював на Південно-Західному, Сталінградському, Південному, 4-му Українському фронтах. Служив командиром 16-ї окремої телеграфно-будівельної роти 4-го Українського фронту.
У 1947—1960 роках — заступник директора, директор Красилівської машинно-тракторної станції Кам'янець-Подільської (Хмельницької) області, директор ремонтно-технічної станції Красилівського району Хмельницької області.
У 1956 році закінчив Мелітопольський інститут механізації сільського господарства.
У 1960—1962 роках — голова виконавчого комітету Віньковецької районної ради депутатів трудящих Хмельницької області. У 1962 році — 1-й секретар Віньковецького районного комітету КПУ Хмельницької області.
У грудні 1962 — січні 1965 року — секретар партійного комітету Красилівського виробничого колгоспно-радгоспного управління Хмельницької області.
У січні 1965—1973 роках — 1-й секретар Красилівського районного комітету КПУ Хмельницької області.
У 1973—1978 роках — голова Хмельницької обласної «Укрсільгосптехніки».
У 1978—1981 роках — директор навчального центру Українського об'єднання Ради Міністрів УРСР «Укрсільгосптехніка».

## Звання
- підполковник

## Нагороди та відзнаки
- два ордени Трудового Червоного Прапора (26.02.1958,)
- орден Жовтневої Революції
- орден Червоної Зірки (21.10.1944)
- орден Вітчизняної війни 1-го ст. (28.05.1945)
- орден Вітчизняної війни 2-го ст. (20.01.1944)
- медаль «За оборону Сталінграда»
- медалі